# Trois strictes et trois honnêtes
 (février 2025).
Le contenu est difficilement compréhensible vu les erreurs de traduction, qui sont peut-être dues à l'utilisation d'un logiciel de traduction automatique.
 (février 2025).
Les trois stricts, les trois honnêtes (chinois simplifié : 三严三实) est une campagne d'éducation interne menée par le Parti communiste chinois (PCC) lancée en 2014 par le secrétaire général du Parti, Xi Jinping. Cette campagne vise à améliorer la conduite éthique des responsables du parti et à « améliorer l'écologie politique » au sein des institutions chinoises. La campagne d'éducation était essentiellement une réponse au laxisme moral gangrenant la base communiste qui, au fil des années, selon le parti lui-même, a éloigné les responsables gouvernementaux des citoyens ordinaires qu’ils étaient censés servir.
La campagne visait également à s’attaquer au carriérisme, à la corruption, à la collusion entre les élites économiques et politiques, à la recherche de rentes par les fonctionnaires, à l'arrogance, à la déconnexion des masses et à la superficialité des cadres du parti. Ainsi, le mouvement s'inscrit dans le contexte d'une campagne plus vaste de lutte contre la corruption, qui a créé une culture dans laquelle les fonctionnaires « ne veulent pas être corrompus, n'osent pas l'être et n'ont pas les moyens de l'être ». Depuis 2015, une « campagne d'éducation » à l'échelle du parti a été lancée sous la direction de Xi Jinping et du haut fonctionnaire chargé des affaires du parti, Liu Yunshan, pour inculquer ces idées aux fonctionnaires de tous les niveaux.
Xi Jinping a évoqué ce concept pour la première fois le 19 mars 2014, lors d'une table ronde à l'Assemblée populaire nationale.
Les « trois honnêtes » sont :
- Soyez honnête dans la prise de décisions (谋事要实, peut également être traduit par « soyez honnête en faisant les choses »)
- Soyez honnête dans votre carrière (创业要实, également traduit par « soyez honnête en affaires »)
- Soyez honnête dans votre comportement personnel (做人要实) [1]

Les « trois strictes » sont :
- Soyez strict dans votre conduite morale (严以修身, peut également être traduit par « soyez strict dans votre culture personnelle »)
- Soyez strict dans votre exercice du pouvoir (严以用权)
- Soyez strict dans votre discipline personnelle (严以律己) [1]